# Miroslav Vítů
Miroslav Vítů (13. dubna 1942 Kamenice nad Lipou – 22. března 2010) byl český fotbalista, obránce. Ligový fotbalista byl i jeho bratr František Vítů.

## Fotbalová kariéra
V československé lize hrál za Spartak ZJŠ Brno/Zbrojovku Brno. Nastoupil ve 150 ligových utkáních. V Poháru UEFA nastoupil v 18 utkáních. V juniorské reprezentaci nastoupil ve 2 utkáních.

## Ligová bilance
| Ročník                                   | Zápasy | Góly | Klub              |
| ---------------------------------------- | ------ | ---- | ----------------- |
| 1. československá fotbalová liga 1962/63 | 26     | 0    | Spartak ZJŠ Brno  |
| 1. československá fotbalová liga 1963/64 | 18     | 0    | Spartak ZJŠ Brno  |
| 1. československá fotbalová liga 1964/65 | 25     | 0    | Spartak ZJŠ Brno  |
| 1. československá fotbalová liga 1965/66 | 24     | 0    | Spartak ZJŠ Brno  |
| 1. československá fotbalová liga 1966/67 | 18     | 0    | Spartak ZJŠ Brno  |
| 2. československá fotbalová liga 1970/71 | 30     | 0    | TJ Zbrojovka Brno |
| 1. československá fotbalová liga 1971/72 | 20     | 0    | TJ Zbrojovka Brno |
| 1. československá fotbalová liga 1972/73 | 19     | 0    | TJ Zbrojovka Brno |
| CELKEM                                   | 150    | 0    |                   |